# Venceslau Brás Pereira Gomes
Venceslau Brás Pereira Gomes, brazilski politik, * 26. februar 1868, Brasopolis,  † 15. maj 1966, Itajubá.
Gomes je bil podpredsednik Brazilije (1910–1914) in predsednik Brazilije (1914–1918).